# José Urfé
José Urfé (Madruga, 6 febbraio 1879 – L'Avana, 14 novembre 1957) è stato un clarinettista e compositore cubano.
Fu il primo ad introdurre elementi del son nel danzón nel 1910.
Urfé studio musica con molti maestri nella sua città natale e a L'Avana, prima di entrare nell'orchestra Teatro Peyret, dove conobbe Pedro Pablo Díaz. Nel 1902 entrò nella Orquesta de Enrique Peña dove suonò come secondo clarinetto con José Belén Puig. Successivamente entrambi lasciarono l'orchestra per unirsi alla band di Felix Gonzales.
Urfé compose musica religiosa, habanera, creola e danzón. Viaggiò molto tra Messico e Stati Uniti come membro delle orchestre. Il suo brano più famoso fu El Bombín de Barreto (1910) in cui si trova una terza parte sincopata derivata dal son. Altre composizioni note sono Fefita, Nena, El churrero, El dios chino e El progreso.
Era soprannominato dagli amici "bombetta". Ebbe quattro figli Odilio, Orestes, José e Esteban, tutti musicisti.